# Тіннінгштедт
Тіннінгштедт (нім. Tinningstedt) — громада в Німеччині, розташована в землі Шлезвіг-Гольштейн. Входить до складу району Північна Фризія. Складова частина об'єднання громад Зюдтондерн.
Площа — 8,91 км2. Населення становить 234 ос. (станом на 31 грудня 2020).